# 庫珀汽車公司

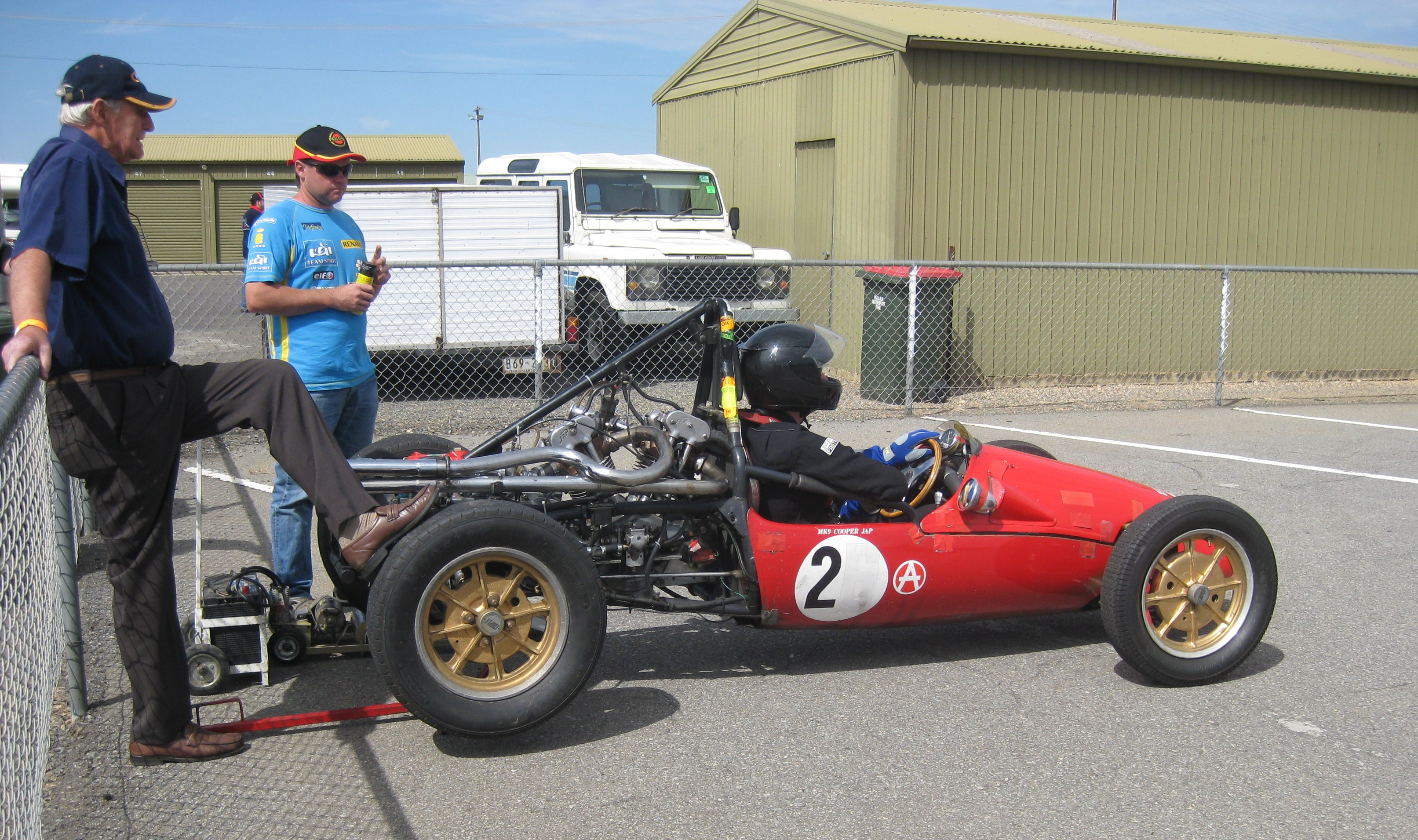
1956年的庫珀Mk9。使用的是1100cc的JAP引擎動力

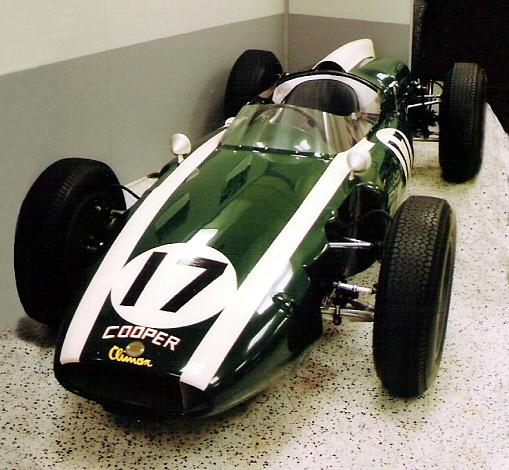
吉姆·霍爾於1969年將這輛庫珀-克萊邁克斯T53 F1捐給了印第安納波利斯賽車場名人堂博物館。它被塗上與傑克·布拉漢姆1961年的庫珀-克萊邁克斯T54看似相同的塗裝，這輛車開啟了印第安納波利斯500的後置引擎革命。實車現在則被展示在加利福尼亞州塔斯廷的馬可尼汽車博物館（Marconi Automotive Museum）

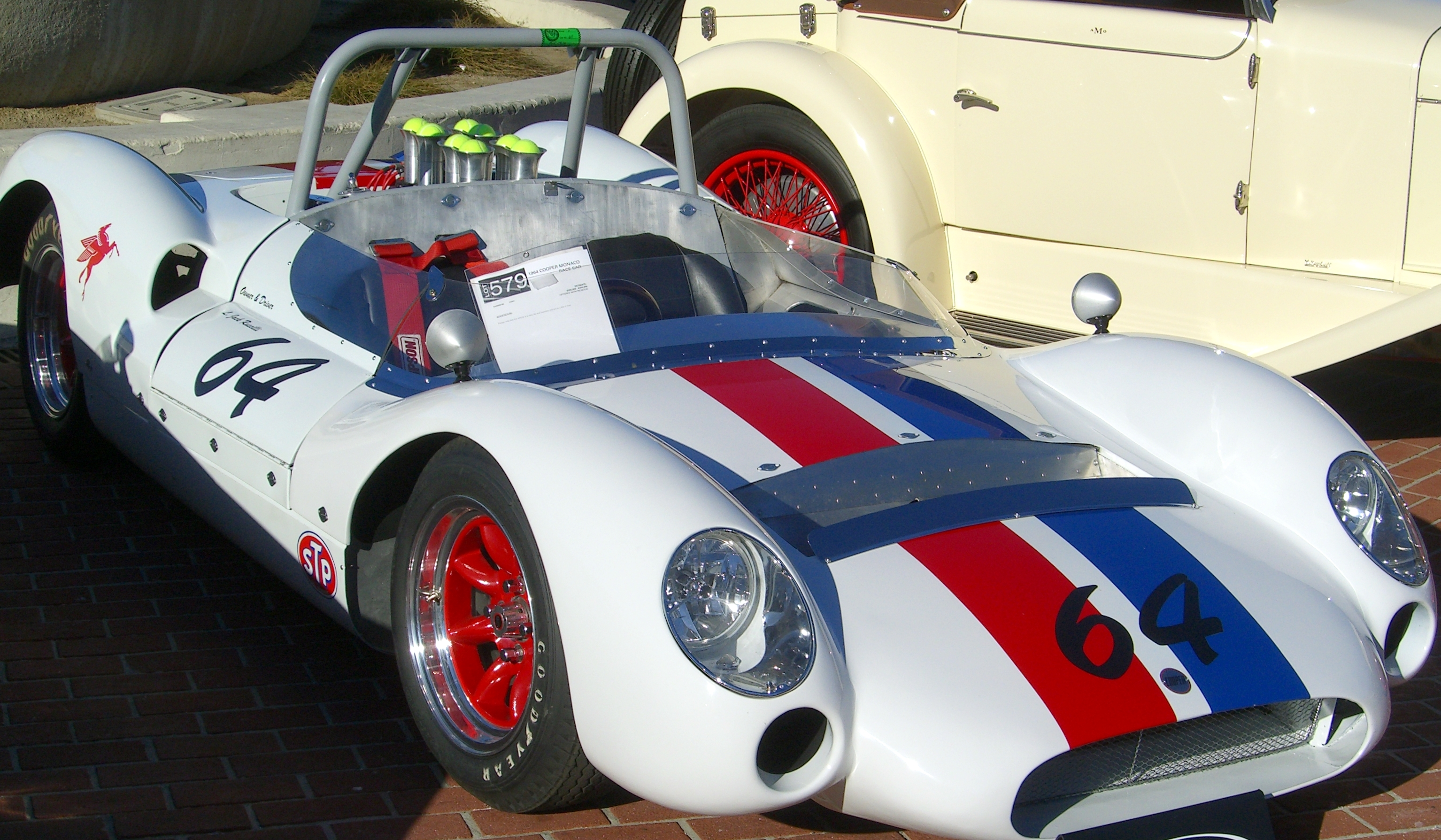
雪佛蘭動力的1964年庫珀摩納哥

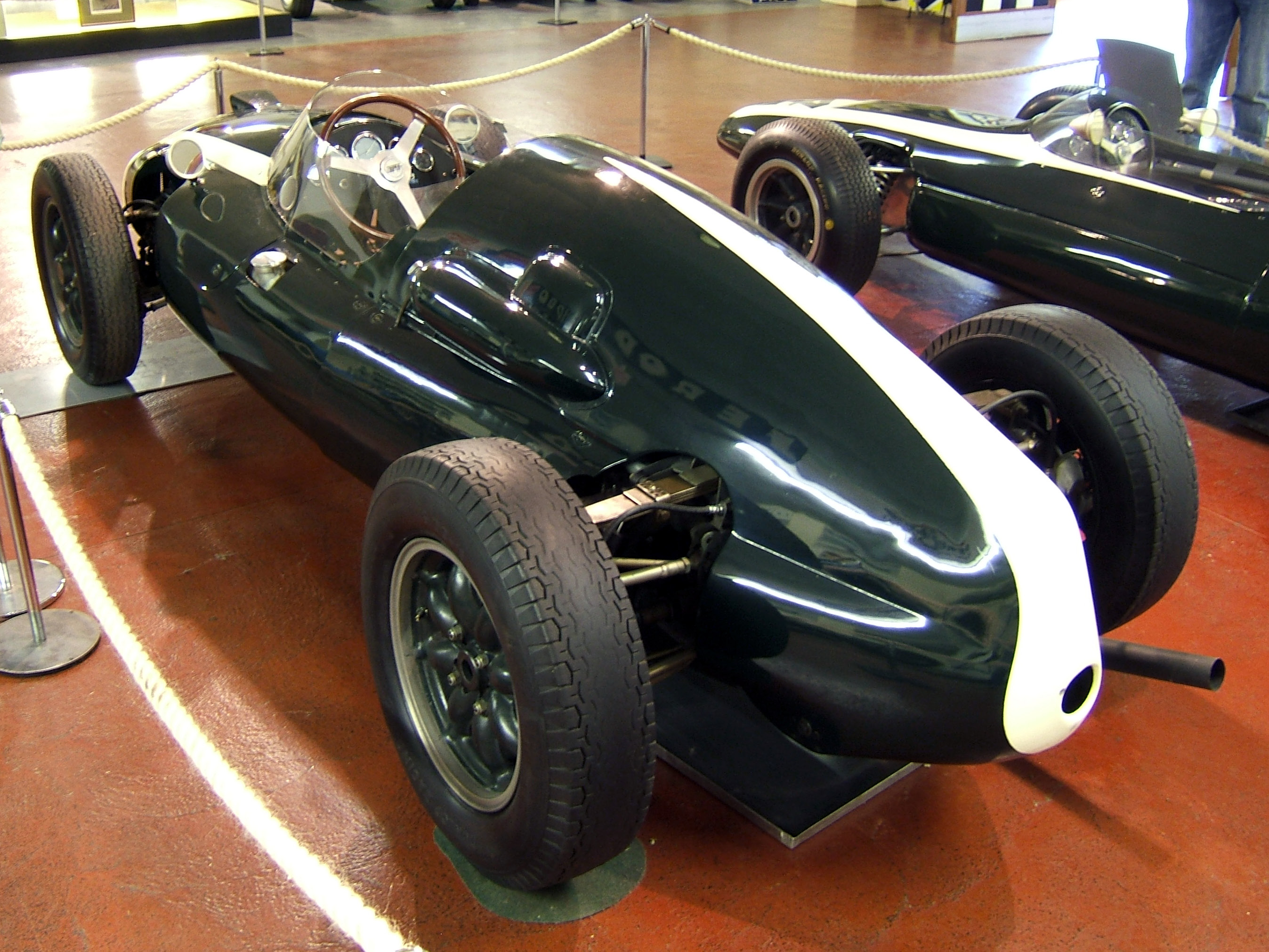
庫珀T51，第一輛贏得世界冠軍的一級方程式中置引擎賽車

庫珀汽車公司（英語：Cooper Car Company）由查爾斯·庫珀和他的兒子約翰·庫珀成立於1946年。起初與約翰的兒時玩伴埃里克·布蘭登一起在查爾斯位於英格蘭薩里郡蘇別頓的小車庫裡建造賽車。1950年代到1960年代早期，他們因他們的後置引擎而接觸了賽車界的最高水平的賽事，改變了一級方程式和印第安納波利斯500的單人座賽車面貌，而他們的迷你庫珀更是稱霸於拉力賽。英國現在仍是一個興旺發達的賽車工業國家，一部份要歸功於庫珀的開創先鋒，而庫珀這個名字仍然存在於現在於英格蘭生產的迷你庫珀版汽車中，只不過現在歸屬於寶馬，且由他們銷售。

## 外部連結
| 體育角色      | 體育角色                              | 體育角色      |
| ------------- | ------------------------------------- | ------------- |
| 前任： 范沃爾 | 一級方程式世界車隊冠軍 1959年－1960年 | 繼任： 法拉利 |